# Конарско
Конпадна България. То се намира в община Якоруда, област Благоевград.

## Население

### Етнически състав
Преброяване на населението през 2011 г.
Численост и дял на етническите групи според преброяването на населението през 2011 г.:
|                     | Численост |
| Общо                | 968       |
| Българи             | 26        |
| Турци               | 146       |
| Цигани              | -         |
| Други               | 32        |
| Не се самоопределят | 129       |
| Неотговорили        | 635       |

## География
Село Конарско се намира в планински район.

## Обществени институции
В селото има основно училище „Братя Миладинови“.